# BAKORSTANAS
BAKORSTANAS (Abk. für Badan Koordinasi Bantuan Pemantapan Stabilitas Nasional, Koordinierungsgruppe für die Einhaltung der nationalen Stabilität) ist eine indonesische Geheimbehörde, die außerhalb des Gesetzes steht und für die nationale Sicherheit des Landes sorgen soll.
Die BAKORSTANAS wurde am 5. September 1988 durch Präsidentenerlass gegründet und trat die Nachfolge des KOPKAMTIB an. Am Tag darauf wurde Generalkommandeur General Try Sutrisno zum Chef der Behörde ernannt, der jedoch direkt Präsident Suharto unterstand. Staatssekretär Murdiono erklärte die Koordinierung aller nationalen Anstrengungen zur Wiederherstellung, Beibehaltung und Konsolidierung der nationalen Stabilität als oberste Ziele der Behörde. 
Es wurde aber bald klar, dass Suharto wenig mehr als die Schwächung des früheren Generalkommandeurs und seinerzeitigen Verteidigungsministers General Leonardus Benyamin Murdani (alte Schreibweise Moerdioni) erreichen wollte, der sich Suharto entfremdet hatte. Bereits früh im Jahr 1988 war Murdani seines Amtes enthoben worden, hielt aber seinen Posten als Direktor der KOPKAMTIB bei. Diese Behörde wurde durch Präsidentenerlass am 5. September 1988 aufgelöst und gleichzeitig die BAKORSTANAS gebildet.